# Hertzsprung (cràter)
Hertzsprung és un enorme cràter d'impacte amb algunes de les característiques d'una conca, que es troba en la cara oculta de la Lluna, més enllà de l'extremitat occidental. La grandària d'aquesta formació és diverses vegades major que la del mar lunar més proper. Es troba a la franja nord-oest de la zona aconseguida per l'impacte que va originar la conca del Mare Orientale. La relació de cràters propers inclou a Michelson en el sector nord-est de la vora, Vavilov en la vora occidental, i Lucretius cap al sud-est.
|  |

La vora exterior d'Hertzsprung ha estat danyada i modificada tant per diversos impactes notables (esmentats anteriorment), com per un bon nombre de cràters més petits. Una cadena de petits cràters, designada Catena Lucretius, comença en la vora exterior sud-oriental i discorre cap a l'oest-nord-oest fins que es connecta amb el perímetre de la conca interior. Aquesta zona interior és menys aspra que el terreny de l'anell exterior, i està envoltada per un conjunt circular de crestes. El perímetre interior també ha estat perforat per diversos cràters, incloent a Hertzsprung D en l'est i Hertzsprung S en el costat occidental. Tampoc l'interior de la conca està lliure d'impactes, incloent els cràters satèl·lit K, H, X i L, que s'enumeren en la taula següent.
L'equador de la Lluna passa a través d'aquesta formació, estant situat al sud del punt mitjà i tallant a través de la conca central.

## Mascon
Al centre de la conca s'ha detectat una mascon (zona amb un valor elevat de la gravetat). Aquest mascon va ser identificat per primera vegada mitjançant el seguiment Doppler de la nau espacial Lunar Prospector.

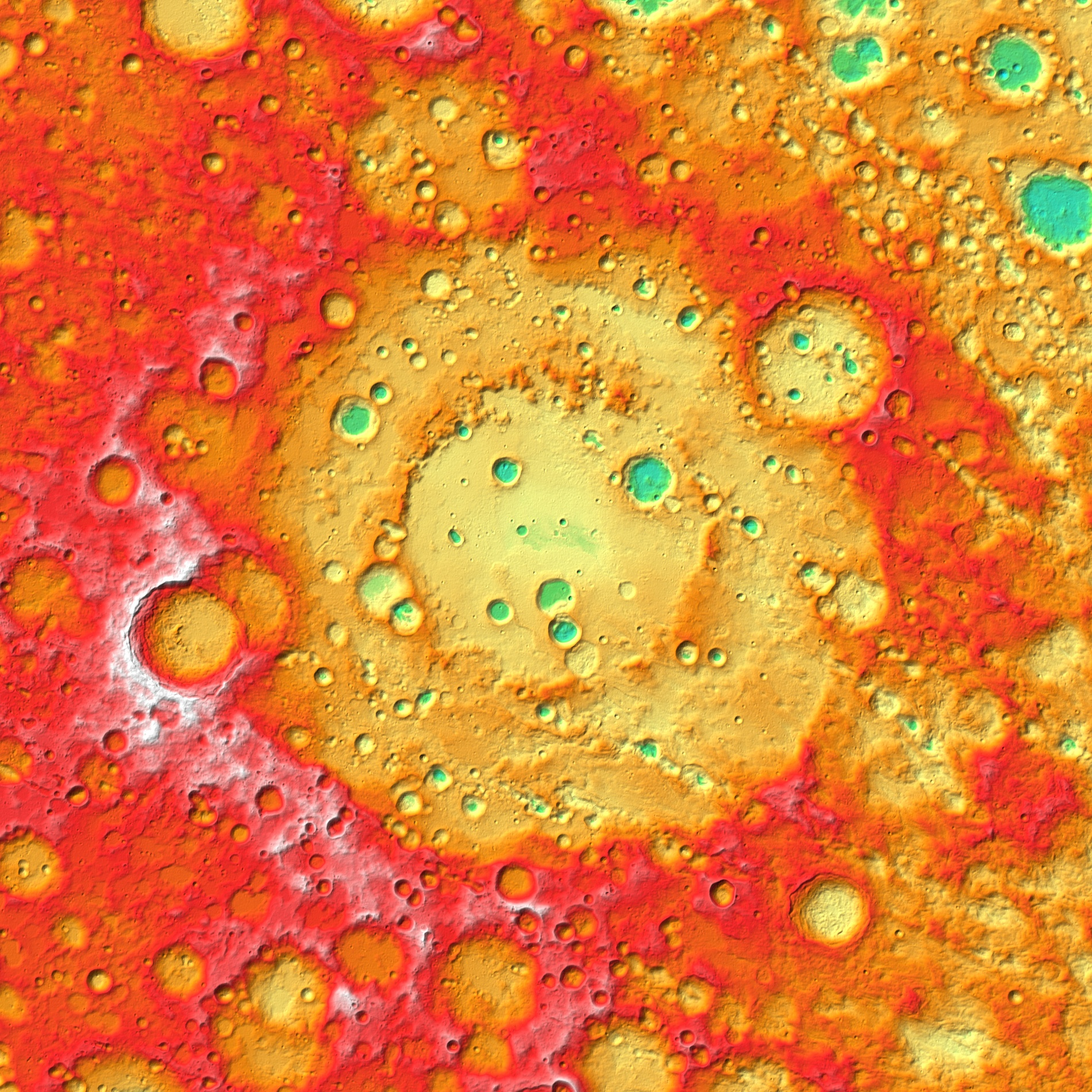
Mapa topogràfic
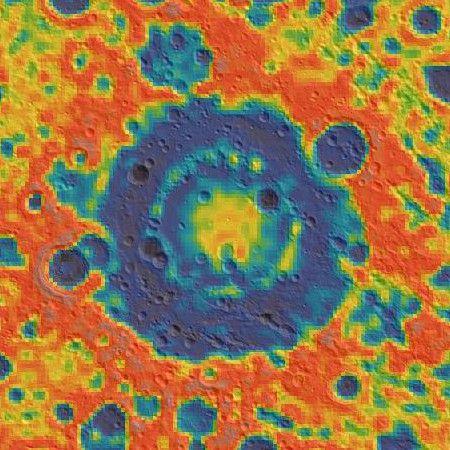
Mapa del potencial gravitatori (GRAIL)

## Cràters satèl·lit
Per convenció aquestes característiques s'identifiquen en els mapes lunars col·locant la lletra en el costat del punt mitjà del cràter que està més prop d'Hertzsprung.
|             | \| Hertzsprung \| Coordenades \| Diàmetre \| \| ----------- \| -------------------------------------- \| -------- \| \| D \| 3° 26′ N, 126° 12′ O / 3.43°N,126.20°O \| 48 km \| \| H \| 1° 16′ S, 125° 09′ O / 1.26°S,125.15°O \| 20 km \| \| K \| 0° 40′ S, 128° 29′ O / 0.67°S,128.48°O \| 27 km \| \| L \| 0° 13′ N, 128° 42′ O / 0.22°N,128.70°O \| 35 km \| \| M \| 7° 33′ S, 129° 47′ O / 7.55°S,129.79°O \| 36 km \| \| P \| 0° 08′ S, 130° 14′ O / 0.14°S,130.24°O \| 22 km \| \| R \| 0° 16′ S, 132° 48′ O / 0.27°S,132.80°O \| 30 km \| \| S \| 0° 27′ N, 133° 24′ O / 0.45°N,133.40°O \| 49 km \| \| V \| 5° 04′ N, 134° 10′ O / 5.07°N,134.17°O \| 40 km \| \| X \| 3° 41′ N, 130° 05′ O / 3.68°N,130.08°O \| 24 km \| \| I \| 8° 46′ N, 131° 59′ O / 8.77°N,131.99°O \| 25 km \| |          |
| Hertzsprung | Coordenades | Diàmetre |
| D           | 3° 26′ N, 126° 12′ O / 3.43°N,126.20°O | 48 km    |
| H           | 1° 16′ S, 125° 09′ O / 1.26°S,125.15°O | 20 km    |
| K           | 0° 40′ S, 128° 29′ O / 0.67°S,128.48°O | 27 km    |
| L           | 0° 13′ N, 128° 42′ O / 0.22°N,128.70°O | 35 km    |
| M           | 7° 33′ S, 129° 47′ O / 7.55°S,129.79°O | 36 km    |
| P           | 0° 08′ S, 130° 14′ O / 0.14°S,130.24°O | 22 km    |
| R           | 0° 16′ S, 132° 48′ O / 0.27°S,132.80°O | 30 km    |
| S           | 0° 27′ N, 133° 24′ O / 0.45°N,133.40°O | 49 km    |
| V           | 5° 04′ N, 134° 10′ O / 5.07°N,134.17°O | 40 km    |
| X           | 3° 41′ N, 130° 05′ O / 3.68°N,130.08°O | 24 km    |
| I           | 8° 46′ N, 131° 59′ O / 8.77°N,131.99°O | 25 km    |